# Zentavesta
Zentavesta ist ein einfaches Würfel- und Rechenspiel mit drei Würfeln und einem Würfelbecher für beliebig viele Mitspieler.

## Spielweise

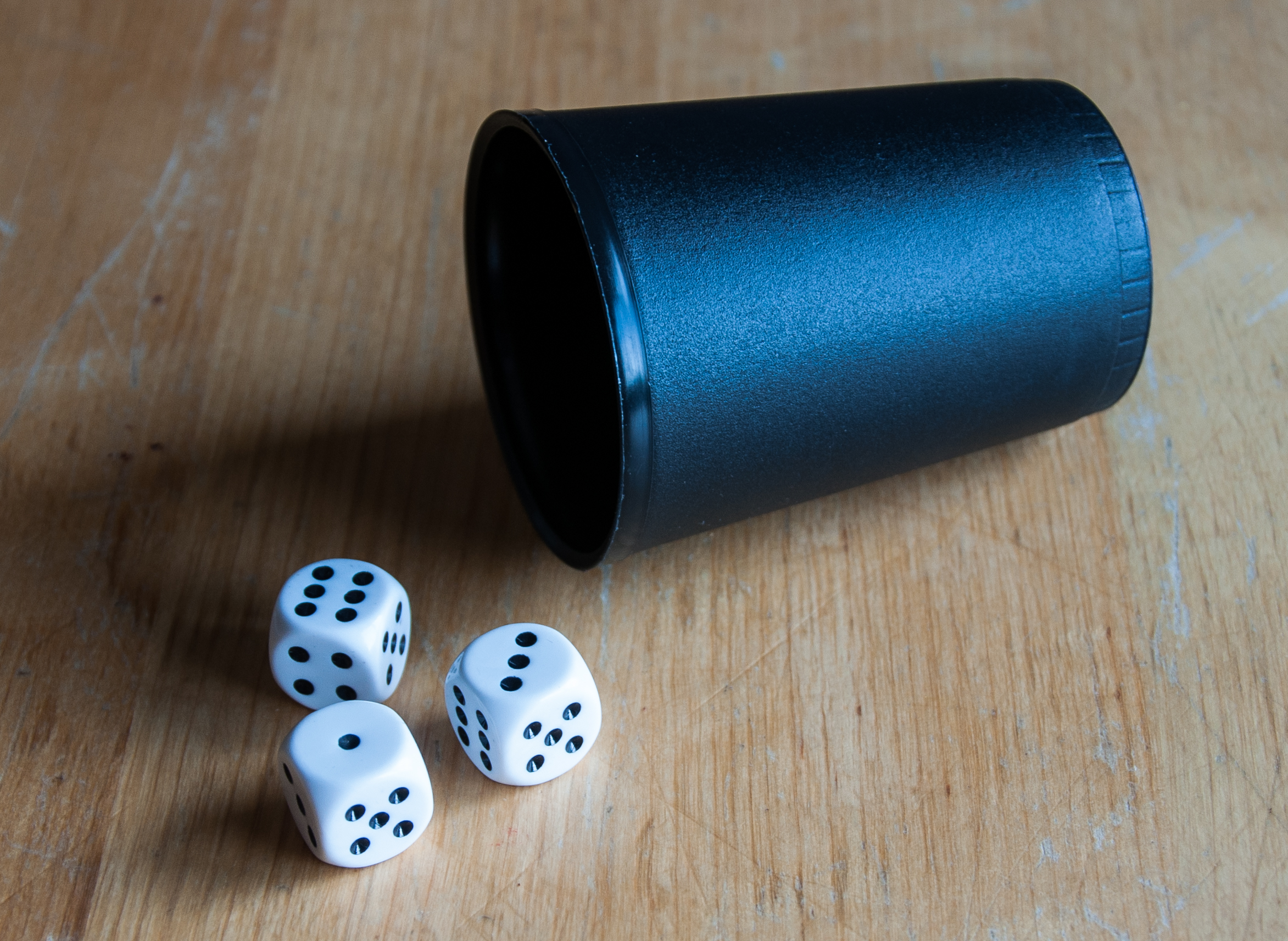
Zentavesta wird mit drei Würfeln gespielt. Beim angezeigten Würfelwurf 6;3;1 ergibt sich eine Augensumme von 10, damit bekommt der Spieler einen Bonus von 10 Punkten und der Wurf bringt 20 Punkte.

Bei dem Spiel Zentavesta können beliebig viele Mitspieler mitspielen. Gewürfelt wird reihum, jeder Spieler hat nur einen Wurf mit drei Würfeln. Zur Wertung des Wurfes werden die Augen aller drei Würfel addiert. Beträgt die Augensumme weniger oder gleich 10, werden 10 Punkte zu den Augen addiert, liegt sie höher als 10 werden 10 Punkte von der Augensumme abgezogen. Damit ist der höchste erreichbare Wurf eine Augensumme von 10, da dieser gemeinsam mit den 10 Punkten Bonus 20 Punkte zählt. Der niedrigste Wurf ist eine Augensumme von 11, da nach Abzug von 10 Punkten nur ein Punkt verbleibt. Der Spieler mit der niedrigsten Punktzahl der Runde scheidet jeweils aus, gespielt wird bis ein Sieger feststeht.
In einer Variante wird dem Spieler erlaubt, den Wurf bei einem ungünstigen Wurf zu wiederholen, der Zweitwurf gilt dann jedoch auf jeden Fall unabhängig davon, ob der erste Wurf doch besser war. Ebenfalls als Variante können wahlweise die gezeigten oder die jeweils gegenüberliegenden und damit verdeckten Augen aller drei Würfel gewertet werden.

## Belege
1. 1 2 3 4 5  „Zentavesta“ In: Robert E. Lembke: Das große Haus- und Familienbuch der Spiele. Lingen Verlag, Köln o. J.; S. 257–258.
2. 1 2 3  „Zentavesta“ In: Erhard Gorys: Das Buch der Spiele. Manfred Pawlak Verlagsgesellschaft, Herrsching o. J.; S. 416.
3. 1 2 3  „Zentavesta“ In: Friedrich Pruss: Würfelspiele. Falken Verlag, Niedernhausen 1998; S. 10. ISBN 3-635-60129-2.